# 장흥 보림사 남·북 삼층석탑 및 석등
장흥 보림사 남·북 삼층석탑 및 석등(長興 寶林寺 南·北 三層石塔 및 石燈)은 전라남도 장흥군 유치면 보림사에 있는 남북국 시대 신라의 석탑 2기와 석등이다. 1962년 12월 20일 대한민국의 국보 제44호로 지정되었다.
남탑 높이 5.4m, 북탑 높이 5.9m, 석등 높이 3.12m이다. 통일신라 경문왕 10년(870년) 때의 작품. 보림사의 대적광전 앞에 나란히 서 있는 두 개의 삼층석탑과 1개의 석등으로 신라의 전형적인 탑 양식으로 옥개석 위에 연꽃을 아로새긴 보주를 얹어 석등의 전체적인 인상이 경쾌하고 화려하다. 또한 석등은 석탑과 함께 완전한 형태를 지니고 있어 이 시대 미술사에 중요한 위치를 차지하고 있으며, 우아하고 아름다움이 넘치는 걸작으로 알려지고 있다. 

## 개요
가지산 남쪽 기슭에 있는 보림사는 통일신라 헌안왕의 권유로 체징(體澄)이 터를 잡아 헌안왕 4년(860)에 창건하였다. 그 뒤 계속 번창하여 20여 동의 부속 건물을 갖추었으나, 한국전쟁 때 대부분이 불에 타 없어졌다. 절 앞뜰에는 2기의 석탑과 1기의 석등이 나란히 놓여 있다. 
남북으로 세워진 두 탑은 구조와 크기가 같으며, 2단으로 쌓은 기단(基壇)위에 3층의 탑신(塔身)을 놓고 머리장식을 얹은 통일신라의 전형적인 석탑이다. 기단은 위층이 큰데 비해 아래층은 작으며, 위층 기단의 맨윗돌은 매우 얇다. 탑신부는 몸돌과 지붕돌을 각각 하나의 돌로 만들어 쌓았으며, 각 층 몸돌에 모서리기둥을 새겼는데, 2·3층은 희미하게 나타난다. 지붕돌은 밑면의 받침이 계단형으로 5단씩이고, 처마는 기단의 맨윗돌과 같이 얇고 평평하며, 네 귀퉁이는 심하게 들려있어 윗면의 경사가 급해 보인다. 탑의 꼭대기에는 여러 개의 머리장식들을 차례대로 가지런히 올려 놓았다.
석등 역시 신라의 전형적인 모습으로, 네모꼴의 바닥돌 위에 연꽃무늬를 새긴 8각의 아래받침돌을 얹고, 그 위에 가늘고 긴 기둥을 세운 후, 다시 윗받침돌을 얹어 불을 밝혀두는 화사석(火舍石)을 받쳐주도록 하였다. 화사석은 8각으로 4면에만 창을 뚫어 놓았고, 그 위로 넓은 지붕돌을 얹었는데 각 모서리 끝부분에 꽃장식을 하였다. 석등의 지붕 위에는 여러 장식들 놓여 있다.
이들 석탑과 석등은 모두 완전한 형태를 지니고 있으며, 특히 탑의 머리장식은 온전하게 남아 있는 예가 드물어 귀중한 자료가 되고 있다. 탑 속에서 발견된 기록에 의해 석탑은 통일신라 경문왕 10년(870) 즈음에 만들어진 것으로 밝혀졌고, 석탑과 더불어 석등도 같은 시기에 만들어졌을 것으로 보고 있다.

## 사진

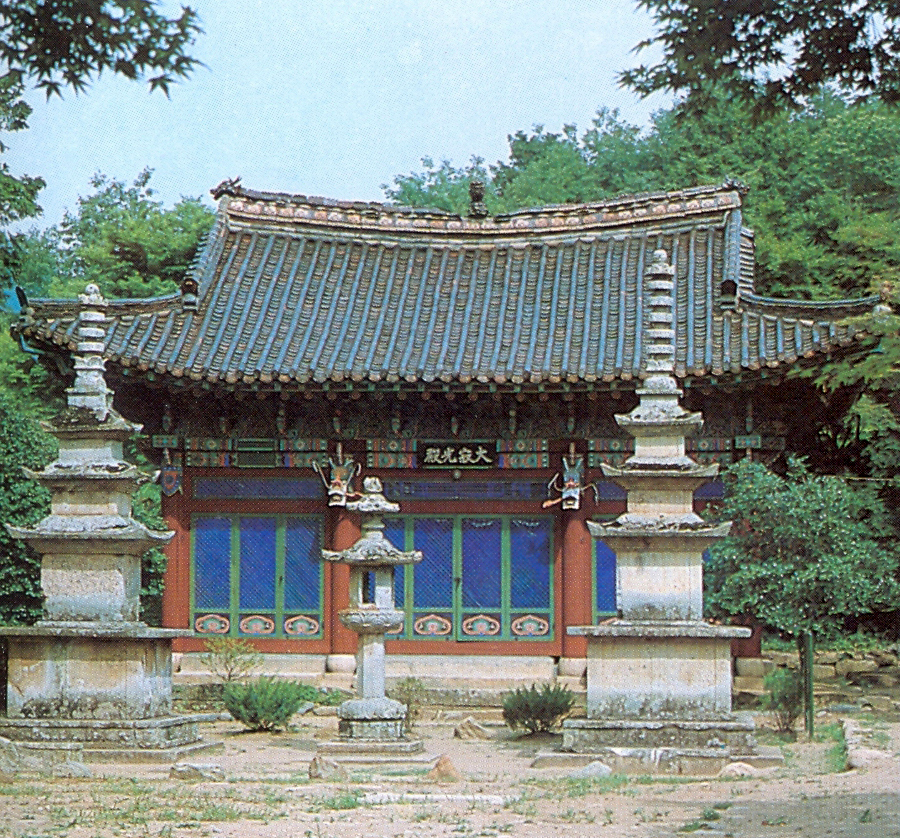
대적광전 앞에 나란히 서 있다.
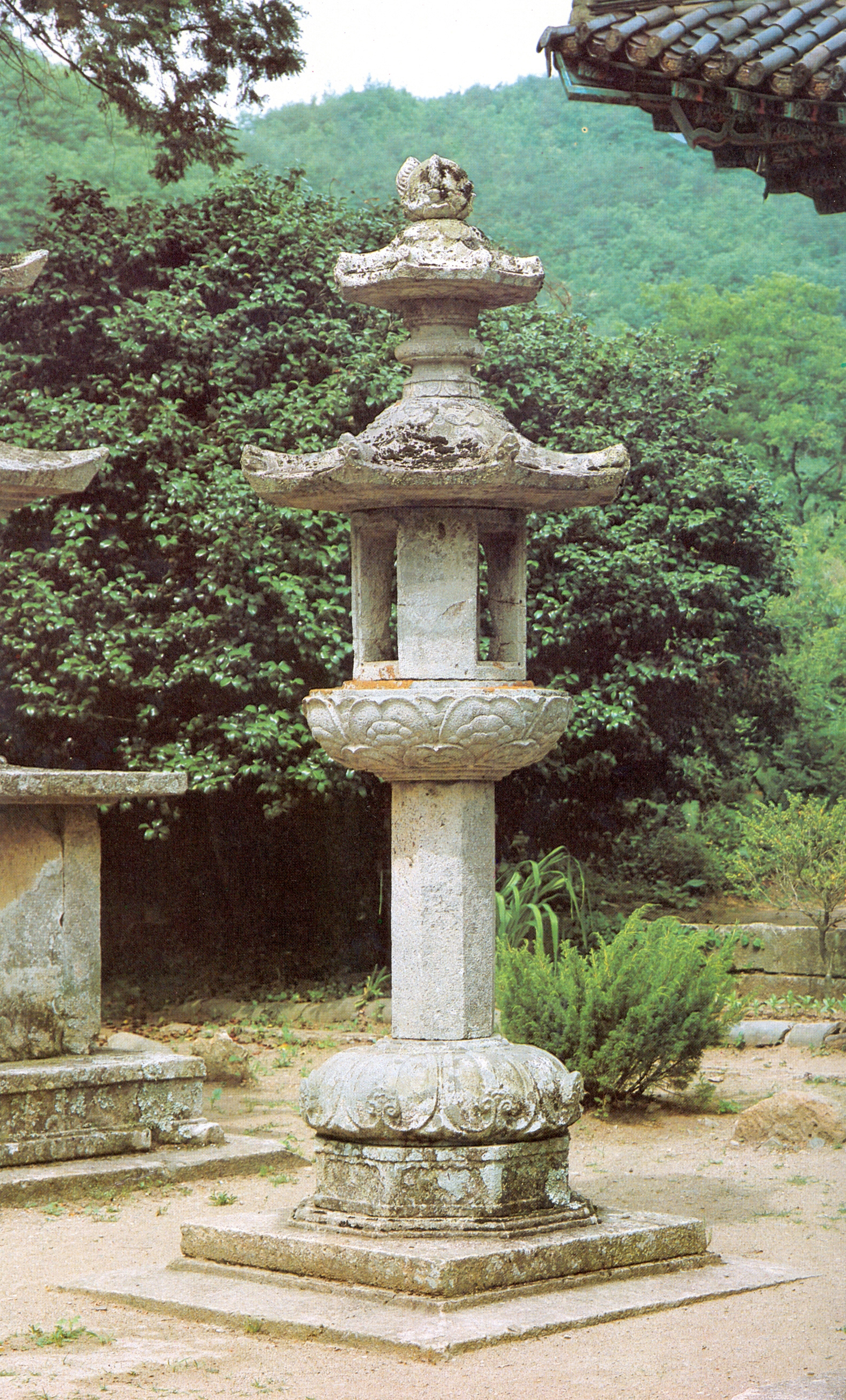
석등

## 같이 보기
- 보림사
- 강진 무위사 아미타여래삼존좌상 - 보물 제1312호

## 참고 자료
- 장흥 보림사 남·북 삼층석탑 및 석등 - 국가유산청 국가유산포털